# Ganggrab im Alt-Frerener Forst
Beim Ganggrab im Alt-Frerener Forst handelt sich um ein neolithisches Ganggrab mit der Sprockhoff-Nr. 875. Es entstand zwischen 3500 und 2800 v. Chr. und ist eine Megalithanlage der Trichterbecherkultur (TBK). Neolithische Monumente sind Ausdruck der Kultur und Ideologie neolithischer Gesellschaften. Ihre Entstehung und Funktion gelten als Kennzeichen der sozialen Entwicklung.
Die gut erhaltene, ost-west-orientierte Anlage liegt nahe der L66 im Wald, zwei Kilometer nordöstlich von Freren im Landkreis Emsland in Niedersachsen. 

## Beschreibung
Beim Großsteingrab im Alt-Frerener Forst ist der einst die Anlage überdeckende Erdhügel gut erkennbar. Die 20,5 Meter lange Kammer liegt in einer ovalen Einfassung, von der nur wenige Decksteine erhalten sind. Die meisten Tragsteine der Kammer sind hingegen erhalten und liegen in situ. Von den elf Decksteinen fehlen drei. Vier sind ganz und die restlichen vier sind nur als Bruchstücke vorhanden. Die lichte Weite der Kammer beträgt nahe der Mitte zwei Meter. Der mittlere Deckstein ist breit, aber etwas kurz, so dass gegenüber dem Zugang ein besonders breiter Tragstein weit in die Kammer hineinragt. Eine analoge, allerdings seitenverkehrte Lösung erfolgte auch bei der Anlage von Groß-Stavern 1. Die Verjüngung von 2,0 auf 1,5 Meter zu den beiden Enden hin erfolgt in zwei Sprüngen. Der Zugang befindet sich in der Mitte der Südseite.